# Władcy Haiti
Władcy Haiti – monarchowie panujący na Haiti.

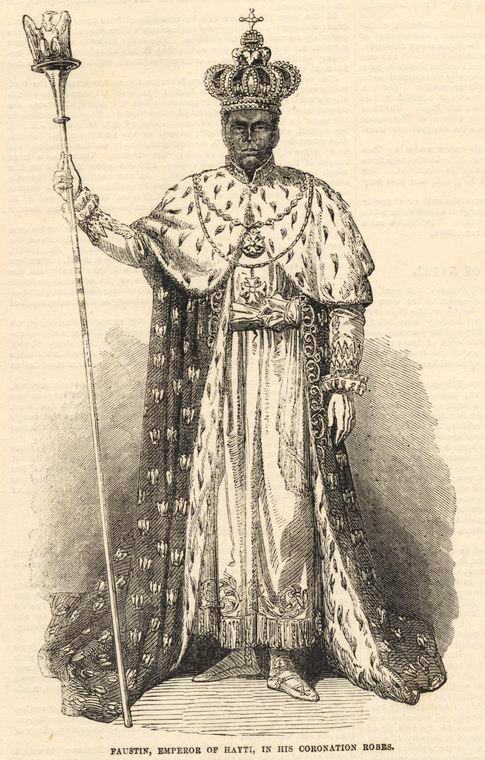
Cesarz Faustyn I

## Cesarstwo Haiti
- 1804–1806 – Jakub I Dessalines[1]
- 1849–1859 – Faustyn I Soulouque[1]
- 1868–1870 – Sylwan I Salnave[a].

## Królestwo Gonawy
- 1925–1929 – Faustyn II Wirkus[b].

## Królestwo Haiti
- 1811–1820 – Henryk I Christophe[1][c].